# Kiznyer
Kiznyer (oroszul: Кизнер) falusi jellegű település Oroszországban, Udmurtföldön, a Kiznyeri járás székhelye.
Lakossága: 9536 fő (a 2010. évi népszámláláskor).

## Fekvése
Udmurtföld délnyugati szélén, Izsevszktől 166 km-re, a Ljuga (a Vjatka mellékfolyója) partján fekszik. Vasútállomás a Kazany–Jekatyerinburg vasúti fővonalon.

## Története
A vasútvonalnak ezt a részét 1912-ben kezdték építeni. 1915-re elkészült Kiznyer állomás, és 1916 tavaszán haladt át rajta az első vonat. 1985-ben a vasútvonalat villamosították.
A járást 1939 elején alapították a közeli Kiznyer falu székhellyel. 1942-ben a székhelyet ide, az azonos nevű településre helyezték át. Az 1960-as évek elején építették az első téglaépületeket, az 1970-es évek végén az utcák egy része aszfaltburkolatot kapott.

## 21. század
2007-ben Kiznyer városi jellegű település besorolását falusi jellegű településre változtatták.
2013 végén a településen új hadiipari üzemet avattak fel, melynek feladata az ottani katonai bázison tárolt vegyifegyverek megsemmisítése. Ez az ország hetedik, sorrendben utolsó ilyen vállalata. 2014 elején kezdték meg a több mint kétmillió darab nagy kaliberű tüzérségi lövedék ipari megsemmisítését.

## Népessége
- 1959-ben 7 430 lakosa volt.
- 1970-ben 7 966 lakosa volt.
- 1979-ben 8 516 lakosa volt.
- 1989-ben 9 894 lakosa volt.
- 2002-ben 9 957 lakosa volt, melynek 53,9%-a orosz, 29,8%-a udmurt, 12,4%-a tatár.
- 2010-ben 9 536 lakosa volt.